# Première Nation des Stoney
Pour les articles homonymes, voir Stoney.
La Première Nation des Stoney regroupe trois bandes indiennes en Alberta au Canada. Ces bandes sont celles de Bearspaw, de Chiniki et de Wesley. Celles-ci habitent principalement sur quatre réserves : Big Horn 144A (en), Eden Valley 216 (en), Stoney 142-143-144 (en) et Stoney 142B. La Première Nation des Stoney est basée à Morley.